# Hillary Biscay
Pour les articles homonymes, voir Biscay (homonymie).
Hillary Biscay née le 13 juin 1978 à Palos Verdes Estates en Californie est une triathlète professionnelle américaine, vainqueur sur compétition Ironman.

## Biographie
Hillary Biscay pratique  la natation dans sa jeunesse. Triathlète longue distance depuis 2006 elle réalise 32 ironmans et remporte sa première victoire en 2008 sur l'Ironman Wisconsin. En octobre 2013, elle remporte l'Ultraman Triathlon à  Hawaï épreuve de triathlon extrême, après avoir pris la seconde  place en 2010.
Hillary Biscay est marié au triathlète allemand Maik Twelsiek et vit à Encinitas.

## Palmarès
Le tableau présente les résultats les plus significatifs (podium) obtenus sur le circuit international de triathlon depuis 2006,.
| Année | Compétition          | Pays         | Position           | Temps            |
| ----- | -------------------- | ------------ | ------------------ | ---------------- |
| 2013  | Ultraman Triathlon   | États-Unis   | Médaille d'or      | 24 h 30 min 50 s |
| 2013  | Challenge Taiwan     | Taïwan       | Médaille d'argent  | 9 h 37 min 40 s  |
| 2012  | Ironman Australie    | Australie    | Médaille de bronze | 9 h 44 min 40 s  |
| 2011  | Ironman Corée du Sud | Corée du Sud | Médaille de bronze | 10 h 12 min 0 s  |
| 2010  | Ironman Malaysie     | Malaisie     | Médaille de bronze | 9 h 35 min 2 s   |
| 2010  | Ultraman Triathlon   | États-Unis   | Médaille d'argent  | 24 h 40 min 28 s |
| 2009  | Ironman Wisconsin    | États-Unis   | Médaille de bronze | 10 h 2 min 58 s  |
| 2009  | Challenge Wanaka     | Australie    | Médaille de bronze | 10 h 16 min 39 s |
| 2008  | Ironman Wisconsin    | États-Unis   | Médaille d'or      | 9 h 47 min 25 s  |
| 2008  | Challenge Wanaka     | Australie    | Médaille d'argent  | 10 h 11 min 0 s  |
| 2008  | Ironman USA          | États-Unis   | Médaille de bronze | 9 h 58 min 0 s   |
| 2008  | Ironman Brésil       | Brésil       | Médaille de bronze | 9 h 56 min 8 s   |
| 2007  | Ironman Wisconsin    | États-Unis   | Médaille d'argent  | 10 h 1 min 30 s  |
| 2007  | Ironman Royaume-Uni  | Royaume-Uni  | Médaille d'argent  | 9 h 49 min 0 s   |
| 2007  | Challenge Wanaka     | Australie    | Médaille de bronze | 9 h 58 min 35 s  |
| 2006  | Ironman Wisconsin    | États-Unis   | Médaille d'argent  | 10 h 7 min 1 s   |
| 2006  | Ironman Floride      | États-Unis   | Médaille de bronze | 9 h 40 min 42 s  |
| 2006  | Ironman Brésil       | Brésil       | Médaille de bronze | 9 h 34 min 18 s  |
| 2006  | Ironman Wisconsin    | États-Unis   | Médaille de bronze | 9 h 43 min 36 s  |